# Klaus Sibold
Klaus Sibold (* 8. Dezember 1945 in Bonndorf im Schwarzwald; † 12. Mai 2025) war ein deutscher theoretischer Elementarteilchenphysiker und Hochschullehrer.

## Werdegang
Sibold studierte ab 1967 Physik an der Universität Karlsruhe und der University of Durham mit dem Diplom in Karlsruhe 1971 und der Promotion 1975 (Renormalization properties versus supersymmetry) bei Julius Wess. Dazwischen war er am JINR in Dubna. Er war Assistent in Karlsruhe und am Max-Planck-Institut für Physik und Astrophysik in München, an dem er 1985 bis 1995 Senior Research Associate war. 1980 habilitierte er sich, war 1980 bis 1985 Heisenberg-Stipendiat (am CERN, der Universität Genf bei Olivier Piguet und am MPI in München) und war 1995 bis zur Emeritierung 2011 Professor für theoretische Physik an der Universität Leipzig.
Er befasste sich unter anderem mit Renormierungstheorie von supersymmetrischen Feldtheorien und schrieb mit Olivier Piguet eine Monographie über die Renormierung der einfachsten supersymmetrischen Feldtheorie (N=1, in flacher Raumzeit). Von ihm stammt ein einführendes Lehrbuch zur Elementarteilchenphysik.
1988 war er Gastprofessor am Research Institute for Fundamental Physics (RIFP) in Kyoto und 2000 am Institut für Theoretische Physik der Chinesischen Akademie der Wissenschaften in Peking.
Von 1995 bis 2010 war er einer der Organisatoren der Physik-Combo an den mitteldeutschen Universitäten Halle, Leipzig und Jena.

## Schriften (Auswahl)
- T. E. Clark, O. Piguet, K. Sibold: Renormalization Theory in Superspace, Annals of Physics, Band 109, 1977, S. 418–467
- Olivier Piguet, K. Sibold: The anomaly in the Slavnov identity for N = 1 supersymmetric Yang-Mills theories, Nucl. Phys. B, Band 196, 1982, S. 484–510.
- mit Olivier Piguet: Renormalized supersymmetry : the perturbation theory of N=1 supersymmetric theories in flat space-time, Birkhäuser 1986
- C. Lucchesi, O. Piguet, K. Sibold: Vanishing-functions in N = 1 supersymmetric gauge theories,  Helv. Phys. Acta, Band 61, 1988, S. 321–344.
- Elisabeth Kraus, K. Sibold: Conformal transformation properties of the energy-momentum tensor in four dimensions, Nucl. Phys. B, Band 372, 1992, S. 113–144.
- Theorie der Elementarteilchen, Teubner 2001
- E. Kraus, C. Rupp, K. Sibold: Supersymmetric Yang-Mills theories with local coupling: the supersymmetric gauge, Nucl. Phys. B, Band 661, 2003, S. 83–98.
- K. Sibold: Conjugate variables in quantum field theory and natural symplectic structures, Nucl. Phys. B, Band 811, 2009, S. 363–384.
- Herausgeber mit P. Breitenlohner, Dieter Maison: Renormalization of Quantum Field Theories with Non-linear Field Transformations, Lecture notes in physics, Springer 1988
- Algebraic methods of renormalization, in:  Bernard L.G. Bakker, H. Latal, W. Schweiger (Hrsg.), Methods of Quantization. 39. Universitätswochen in Schladming, Lecture notes in physics 572, Springer 2001, S. 183–206
- Herausgeber mit Erhard Seiler: Quantum Field Theory And Beyond: Essays in Honor of Wolfhart Zimmermann: Proceedings of the Symposium in Honor of Wolfhart Zimmermann's 80th Birthday Ringberg Castle, Tegernsee, World Scientific 2009